# Jelle Vossen
 Jelle Vossen  (Bilzen, 27 de marzo de 1989) es un futbolista belga. Juega de delantero y su equipo es el SV Zulte Waregem de la Primera División de Bélgica.

## Selección nacional
Ha sido internacional con la selección de Bélgica en 12 ocasiones anotando 2 goles. Ha sido internacional con las selecciones sub-21, sub-20, sub-19, sub-18, sub-17, sub-16 y sub-15, también de Bélgica, en 44 ocasiones anotando 12 goles.

## Clubes
| Club                         | País       | Año       |
| ---------------------------- | ---------- | --------- |
| K. R. C. Genk                | Bélgica    | 2007-2015 |
| Círculo de Brujas (cedido)   | Bélgica    | 2009-2010 |
| Middlesbrough F. C. (cedido) | Inglaterra | 2014-2015 |
| Burnley F. C.                | Inglaterra | 2015      |
| Club Brujas                  | Bélgica    | 2015-2020 |
| SV Zulte Waregem             | Bélgica    | 2020-     |

## Palmarés

### Campeonatos nacionales
| Título          | Club          | País    | Año     |
| --------------- | ------------- | ------- | ------- |
| Copa de Bélgica | K. R. C. Genk | Bélgica | 2008-09 |
| Pro League      | K. R. C. Genk | Bélgica | 2010-11 |
| Pro League      | Club Brujas   | Bélgica | 2015-16 |